# Jaime Peters
Jaime Peters (Pickering, 4 de mayo de 1987) es un futbolista canadiense de ascendencia granadina. Juega de defensa y su actualmente está sin equipo. 

## Selección nacional
Ha sido internacional con la Selección de fútbol de Canadá, ha jugado 26 partidos internacionales y ha anotado 1 gol.

### Participaciones en Copas del Mundo
| Mundial                                | Sede    | Resultado    |
| -------------------------------------- | ------- | ------------ |
| Copa Mundial de Fútbol Juvenil de 2005 | Holanda | Primera fase |
| Copa Mundial de Fútbol Juvenil de 2007 | Canadá  | Primera fase |

## Clubes
| Club            | País       | Año       |
| --------------- | ---------- | --------- |
| Ipswich Town    | Inglaterra | 2005-2008 |
| Yeovil Town     | Inglaterra | 2008      |
| Gillingham FC   | Inglaterra | 2009      |
| Ipswich Town    | Inglaterra | 2009-2011 |
| AFC Bournemouth | Inglaterra | 2011      |
| Ipswich Town    | Inglaterra | 2011-2012 |